# Pavle Blažek
Pavle Blažek (Kruševica, Slavonski Brod, 17. lipnja 1930. – Osijek, 9. prosinca 1988.), hrvatski kulturni djelatnik, pjesnik, pedagog, književnik, dramaturg, teatrolog i knjižničar.

## Životopis
Rodio se u Kruševici kod Slavonskog Broda. U Kruševici završio osnovnu školu. Klasičnu gimnaziju pohađao u Zagrebu i Zemunu. Poslije mature upisao je Filološki fakultet u Beogradu. Diplomirao 1955. diplomira jugoslavistiku, odnosno jugoslavensku književnost. Odslužio je vojni rok i potom je otišao u Osijek gdje je živio i radio do kraja života. Radio je kao profesor književnosti i jezika radio u tadašnjoj Učiteljskoj školi, pa u Upravnoj školi. Od 1967. direktor je osječke Gradske knjižnice koja je veličinom i djelokrugom evoluirala. 21 godinu bio je čelu osječke Gradske i sveučilišne knjižnice. Od 1969. do 1974. godine predavao dječju i omladinsku književnost, te bibliotekarstvo na Pedagoškoj akademiji. Doktorirao 1981. na Filološkom fakultetu u Beogradu disertacijom "Djelovanje i djelo Miroslava Kraljevića". Svestrani djelatnik. Jedan od pokretača osječke i slavonske kulturne scene.
Višegodišnji voditelj SLUK-a – Susreta lutkara i lutkarskih kazališta Hrvatske. U izravnoj svezi s pokretanjem i djelovanjem Kolonije kipara naivaca u Ernestinovu. Đakovački vezovi djelo su Julija Njikoša i Blažeka. Bio je čelni čovjek u radu znanstvenih simpozija i književnih susreta u brojnim gradovima Hrvatske i diljem bivše države, te u bivšem istočnom bloku, Švedskoj i Kanadi. U kanadskom Brentfordu organizirao veliku likovnu manifestaciju. Tvorac kulturne suradnje Osijeka s Pečuhom, Somborom i Suboticom. Pokretač osječkih đačkih listova Naprijed i Goran. Urednik pjesništva u časopisu Revija. S Julijem Njikošem djelovao na još jednom polju - uređivao emisiju Iz naroda za narod tadašnjeg Radio Zagreba. Pisao je pjesme, kazališne, radijske i televizijske kritike. Pisao je kratku prozu i putopise, književnu i likovnu esejistiku, drame i radi dramaturgije, filmske scenarije i stručne radove iz knjižničarstva, u kojem je dao najveći obol.